# Chassors
Chassors [ʃasɔʁ] ist eine französische Gemeinde mit 1.103 Einwohnern (Stand: 1. Januar 2022) im Département Charente in der Region Nouvelle-Aquitaine; sie gehört zum Arrondissement Cognac und zum Kanton Jarnac. Die Einwohner werden Capsortiens genannt.

## Geographie
Chassors liegt etwa sechs Kilometer ostnordöstlich von Cognac. Nachbargemeinden von Chassors sind Sigogne im Norden und Nordosten, Les Métairies im Osten, Jarnac im Südosten, Julienne im Süden und Südwesten, Nercillac im Westen sowie Réparsac im Nordwesten.

## Bevölkerungsentwicklung
| Jahr                       | 1962 | 1968 | 1975 | 1982 | 1990 | 1999 | 2006 | 2017 |
| Einwohner                  | 803  | 823  | 911  | 1014 | 1105 | 1061 | 1097 | 1102 |
| Quellen: Cassini und INSEE |      |      |      |      |      |      |      |      |

## Sehenswürdigkeiten
- Kirche Saint-Romain aus dem 11./12. Jahrhundert
- Kapelle von Luchac
- Schloss Montjourdain aus dem späten 18. Jahrhundert, seit 1968 Monument historique

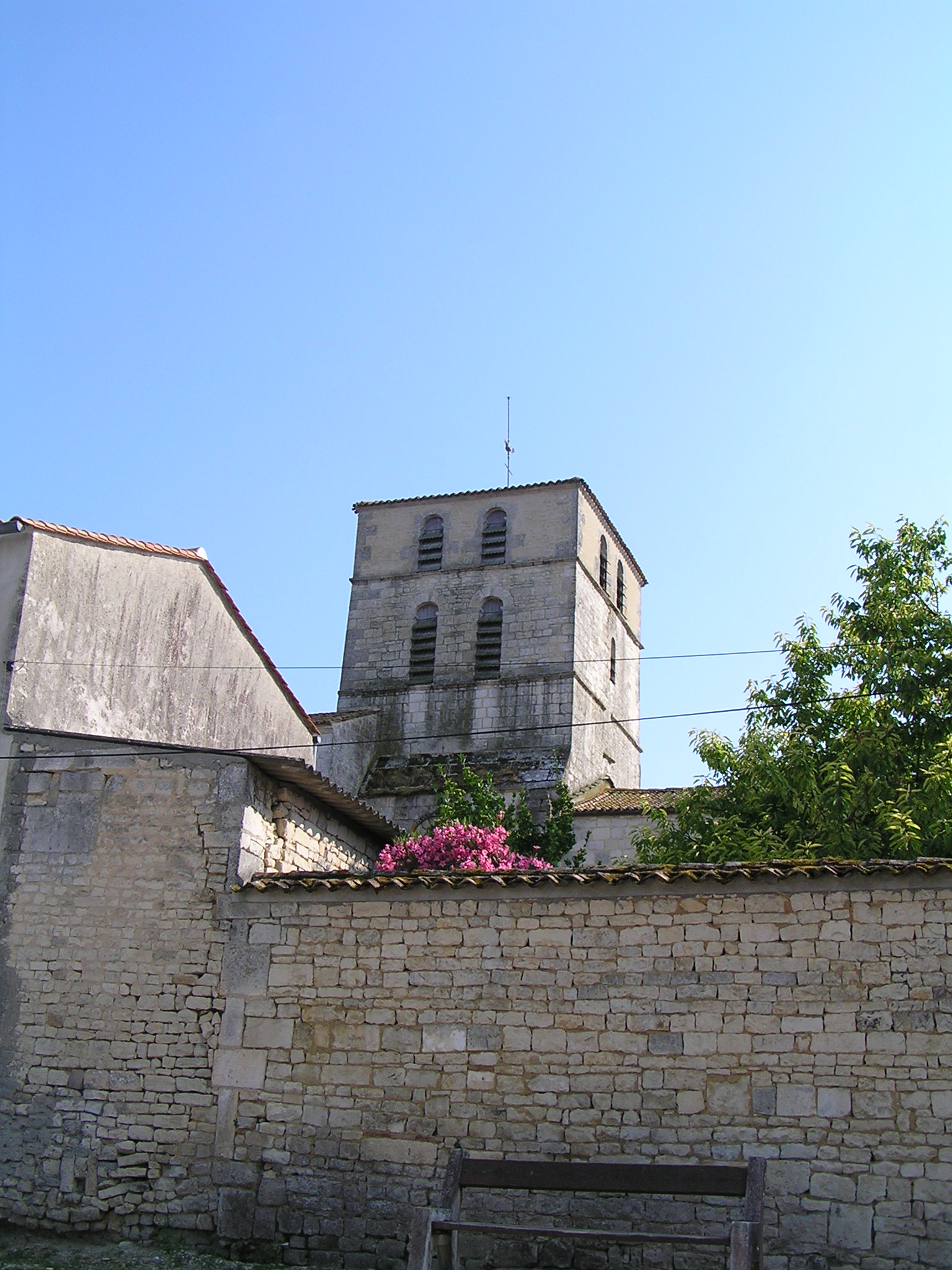
Kirchturm von Saint-Romain
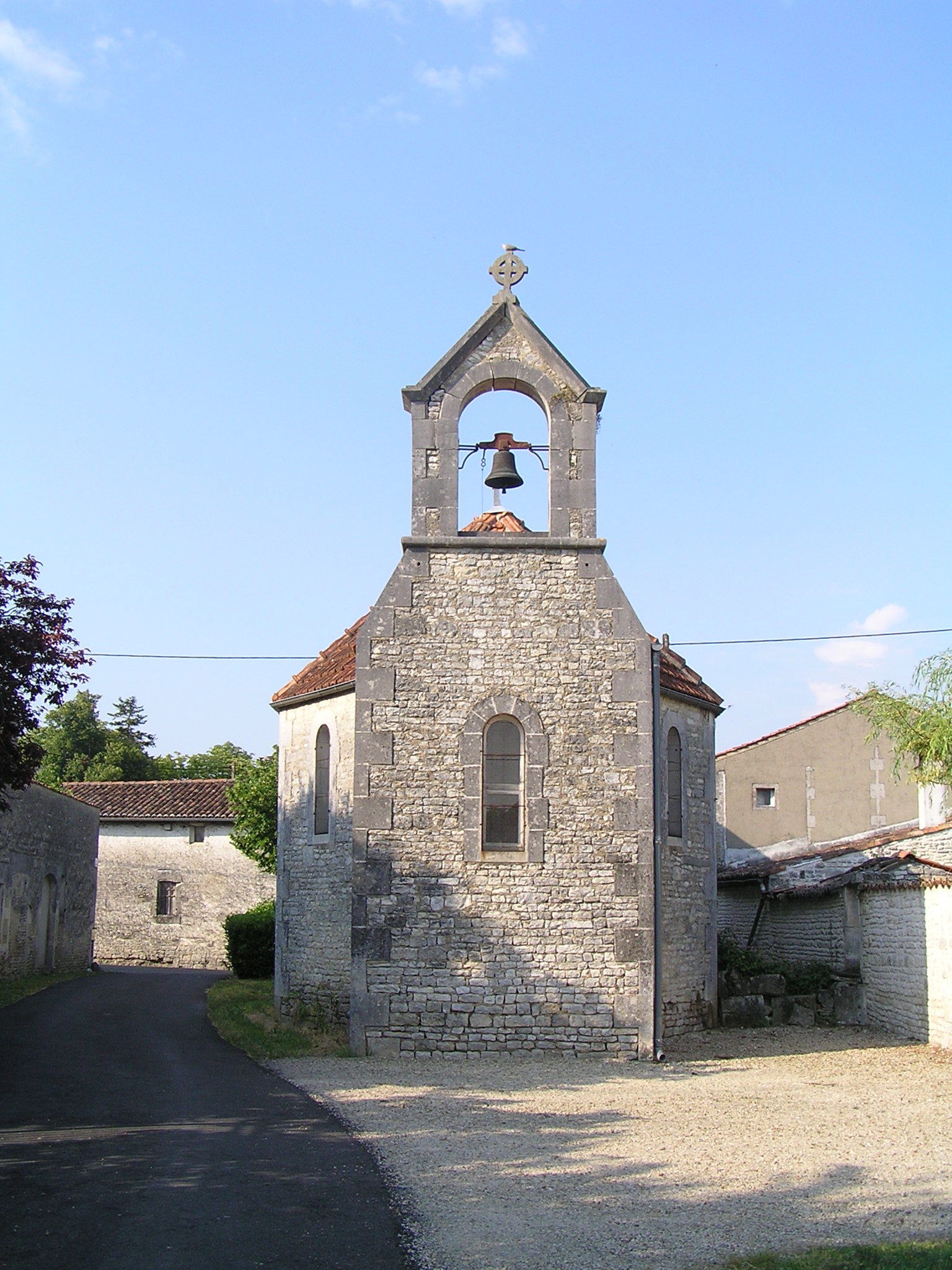
Kapelle Luchac
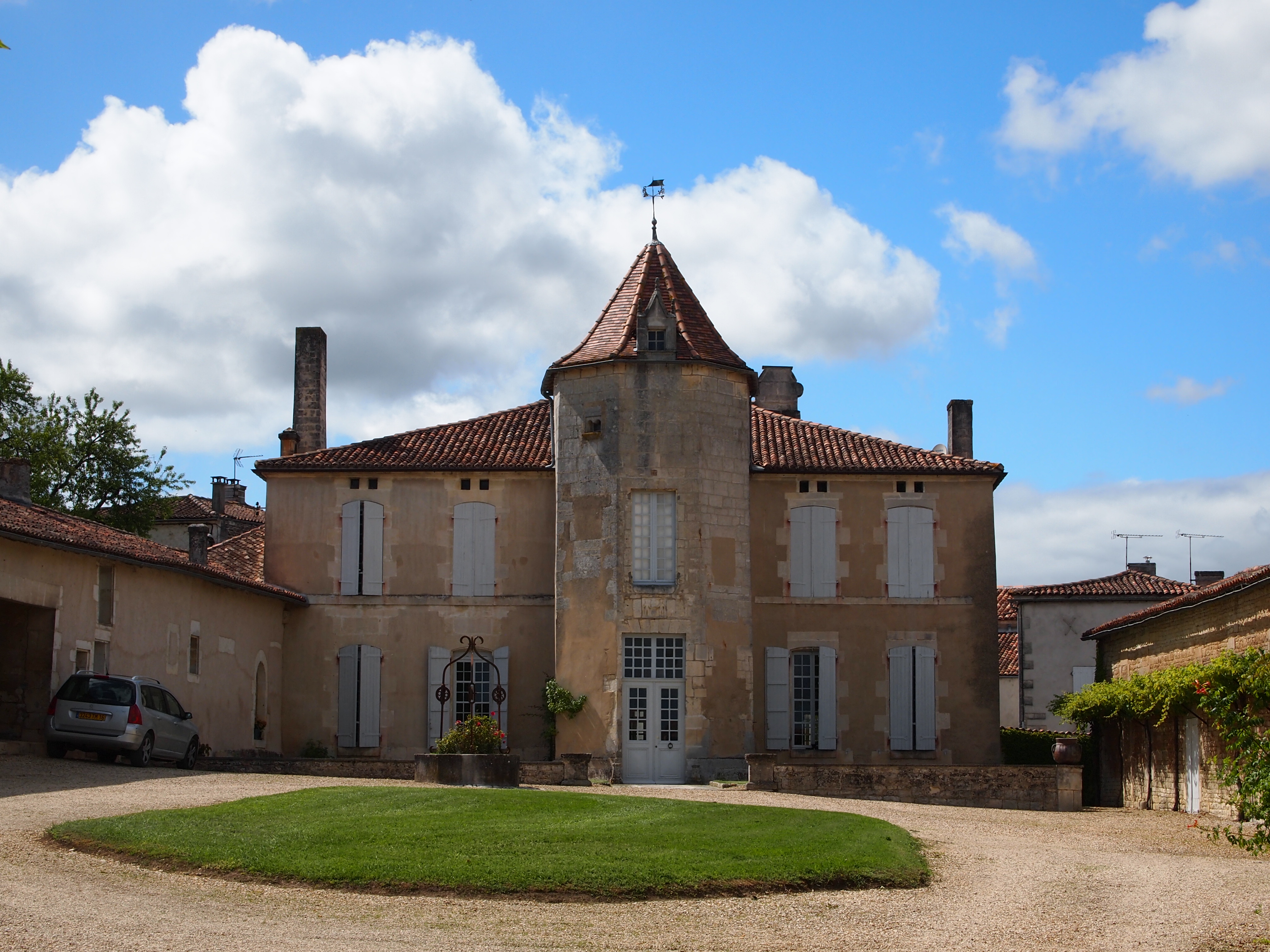
Kapelle Montjourdain